# Fabrici Veientó
Fabrici Veientó (en llatí Fabricius Veiento) va ser un escriptor i magistrat romà del segle i. Formava part de la gens Fabrícia i portava el cognomen de Veiento.
En el regnat de Neró, l'any 62, després de publicar alguns libels contra els patricis i sacerdots, als quals havia donat el nom de Codicilli, va ser acusat davant de l'emperador per Fabi Gemine, que a més a més el va acusar de comprar els honors que tenia. Neró el va desterrar d'Itàlia i va fer cremar els seus llibres.
Podria ser el mateix Aule Fabrici, que menciona Dió Cassi, del que diu que era pretor en el regnat de Neró i, per tant, el nom complet seria Aule Fabrici Veientó. En temps de Domicià era altre cop a Roma i es va destacar com un dels informadors i aduladors més coneguts del tirà. Després va ser amic de Nerva. Aureli Víctor diu que va ser cònsol sota Domicià però el seu nom no apareix als Fasti, ni tampoc ho fa constar cap més autor.